# Летюча жаба крапчаста
Летюча жаба крапчаста (Rhacophorus prominanus) — вид земноводних з роду Летюча жаба родини Веслоногі. Інша назва «малайська летюча жаба».

## Опис
Загальна довжина досягає 6—7,5 см. Самиці трохи більші за самців. Очі великі, високо підняті з золотавою райдужиною і горизонтальною зіницею. Барабанна перетинка добре помітна. Великі округлі присоски і перетинки однаково добре розвинені на передніх і на задніх лапах. Невеликі перетинки присутні на зовнішній стороні передпліччя та кисті, а також гомілки і стопи. Шкіра на спині гладенька з дрібними рідкими горбиками, на череві вона груба, горбиста.
Забарвлення спинної сторони тіла коливається від світло- до темно-зеленого з червоним відтінком й численними дрібними світлими або темними цяточками. Перетинка на передніх лапах світло-зелена, на задніх внутрішня частина перетинки жовта, зовнішня (між 3—5 пальцями) — яскраво-червона. Черево жовтувате.
Пуголовки сірувато-зеленого забарвлення.

## Спосіб життя
Полюбляє гірські тропічні ліси, де трапляється на гілках і листі навколо калюж і лісових ставків. Зустрічається на висоті до 1100 м над рівнем моря. Живиться дрібними безхребетними.
Гнізда для ікри, які жаба будує з власних слизових виділень, прикріплюються на листя над водоймами.

## Розповсюдження
Поширена на Малаккському півострові, де зустрічається на території Таїланду і Малайзії, а також на о. Суматра (Індонезія).